# Vic Lockman
Vic Lockman (Chicago, 19 ottobre 1927 – 1º giugno 2017) è stato un fumettista statunitense.
Insieme ad autori come Carl Barks e Don Rosa, è fra quegli autori che ha maggiormente contribuito all'ideazione della saga del personaggio di Paperon de' Paperoni.

## Biografia
Inizia a collaborare alla Western Publishing nel 1951 come letterista per poi diventare redattore degli albi al fianco di Chase Craig. Successivamente inizia a scrivere storie e sceneggiature per diversi personaggi, tra cui Bugs Bunny, Titti e Silvestro, Droopy, Barney Bear, Andy Panda. Scrive storie per altri artisti, per poi ripassarle a china, anche se gli capita di essere autore completo o a volte di realizzare solo i disegni e le chine di storie scritte da altri sceneggiatori.
Per la Disney segue personaggi come Cip e Ciop, Lupetto, Biancaneve e i Sette Nani, Pippo, Fratel Coniglietto, Topolino e i paperi in genere. Dal 1964 è uno degli autori che lavora sull'albo The Beagle Boys, in cui sono protagonisti i Bassotti. A questi l'autore statunitense affianca i Bassottini, creando anche il colto Zio Zero e Supersensibile 666. È anche l'ideatore di Ciancio, vicino di fattoria di Nonna Papera, e di Gotrocks, uno dei tanti rivali di Zio Paperone, che esordisce su Zio Paperone e l'idolo retroattivo, sul Donald Duck n.107 del 1966 (in Italia su Topolino n. 563). Inventa anche il cappello delle idee, ovvero lo strano copricapo a forma di nido d'uccello che a volte indossa Archimede per avere nuove e brillanti idee, spesso da sottoporre a Paperone. Lavora anche su Moby Duck, il papero marinaio ideato da Ward Kimball e Hamilton Luske, spesso affiancato da un assistente, Paperotto (Dimwitty Duck) e sarà il primo a realizzarne storie a fumetti; sua è infatti la storia d'esordio, A Whale on an Adventure. Contemporaneamente sviluppa Spennacchiotto (Emil Eagle), rivale di Archimede, spesso usato anche come nemesi di SuperPippo. La libertà creativa che gli concede la Western viene sfruttata dall'autore realizzando storie classiche in cui si incontrano personaggi provenienti dai film animati con quelli tipici dei comic book o provenienti da mondi diversi; frequenti saranno così incontri tra Nonna Papera con personaggi come Ezechiele Lupo o Dumbo o i tre porcellini. Questa libertà, però, verrà anche usata per sviluppare, in parallelo a Barks, la storia della vita di Paperone. A parte Barks, è lui a sviluppare il passato di Paperone e le basi storiche nella famiglia dei paperi. Ad esempio su Zio Paperone e l'intruso invisibile, un giovane Paperone a Glasgow, sua città natale, dorme nel cassetto di un comò a causa della grande povertà della sua famiglia e in questa storia che, guadagna facendo il lustrascarpe la sua prima moneta, la Numero Uno. Insieme ad altre storie ambientate in Scozia, darà un'importante base di partenza alla Saga di Paperon de' Paperoni di Don Rosa. Si occupa anche della famiglia di Paperino ideandone la madre Ortensia de' Paperoni, una delle sorelle di Paperone, in Paperino e il castello stregato in cui compare per la prima volta lo stemma della famiglia Paperi (Duck).
Vick Lockman è stato anche molto attivo nella pubblicazione di libri didattici basati sui suoi disegni per la diffusione della fede cristiana calvinista.
Nel giugno 1985 disegna un fumetto razzista intitolato Who’s Behind the South African Crisis?, in difesa del regime dell'Apartheid allora in vigore in Sud Africa. Il fumetto viene distribuito insieme alla newsletter della Canadian League of Rights, un'organizzazione di estrema destra  esplicitamente antisemita.